# Гошо Гинчев
Гошо Петков Гинчев е български футболист, спортно-технически директор на ПФК Берое (Стара Загора).

## Футболна кариера
Започва футболната си кариера в Берое през есента на 1986 г. и през 1987 вече е в първия тим.
Дебютът му за „зелените“ е при Евгени Янчовски на 15 февруари 1987 в София срещу Славия при един злощастно загубен с 5:0 мач.
До декември 1992 играе в Стара Загора и през пролетта на 1993 е привлечен в ПФК Левски (София), където играе 2 години и половина. След това преминава в Денизлиспор през 1995 г. Само година по-късно е трансфериран в Анталияспор, където играе до 2002 г. След завръщането си в България играе успешно три години в преди да прекрати кариерата си с 287 мача в А група и над 230 в чужбина.
В националния отбор Гинчев прави дебют на 19 години при Иван Вуцов срещу ГДР (1:1). Играе на европейското първенство в Англия през 1996 г. и на световното във Франция – две по-късно. Последният му мач с националната фланелка е на 23 декември 1998 г. в Агадир срещу Мароко (загуба 4:1).

## След активния футбол
От 19 юни 2005 г. до март 2007 г. е спортно-технически директор в Берое.